# 秋田市立泉小学校
秋田市立泉小学校（あきたしりつ いずみしょうがっこう）は、秋田県秋田市にある公立小学校。住宅地に位置する。

## 所在地
- 秋田県秋田市泉中央6丁目2-1

## 沿革
- 1979年（昭和54年） - 創立。
- 1980年（昭和55年） - 校歌制定。
- 1998年（平成10年） - インターネット開通。

## 特色
- 校地内には泉児童センターがあり、放課後の時間をそこで過ごす児童も多くいる。
- 校舎の壁には大規模な壁画がある。これは、1999年に全校児童が描いたものである。
- 校舎の隣には秋操近隣公園という大規模な街区公園がある。
- 同校の校歌は1980年の校歌制定以来、児童や職員に斉唱されてきた。しかし、2003年に文化庁の「本物の舞台芸術体験事業」で演奏会を開くため来校した二期会合唱団が校歌を合唱編曲して以来、学校行事における校歌の演奏は同声二部合唱の形式がとられている。
- 校舎の周りの遊歩道（ハミングロード）にはリンゴの木が多く植えられている。毎年秋になると低学年の児童が地域の人々の協力を得てリンゴの収穫作業を行う。多くの報道機関が取材を行うこともあって、多くの児童がこの行事を心待ちにしている。
- いわゆる縦割り交流が盛んであり、芋掘り・遠足など小学校では定番である行事についても、学年の枠を越えた活動がなされている。

## 著名出身者
- 船川琢之介（サッカー選手）